# Барнет (Мисури)
Барнет (енгл. Barnett) град је у америчкој савезној држави Мисури.

## Демографија
По попису из 2010. године број становника је 203, што је 4 (-1,9%) становника мање него 2000. године.
| Група             | 2000.       | 2010.       |
| Белци             | 202 (97,6%) | 187 (92,1%) |
| Афроамериканци    | 1 (0,5%)    | 0 (0,0%)    |
| Азијати           | 2 (1,0%)    | 1 (0,5%)    |
| Хиспаноамериканци | 0 (0,0%)    | 7 (3,4%)    |
| Укупно            | 207         | 203         |